# Daniel Barrow
Daniel Hubert Barrow mlajši, ameriški veslač, * 22. julij 1909, Yeadon, Pensilvanija, ZDA, † 4. november 1993, Harrisburg, Pensilvanija, ZDA.
Barrow je za ZDA nastopil na Poletnih olimpijskih igrah 1936 v Berlinu, kjer je v enojcu osvojil bronasto medaljo.